# Frei

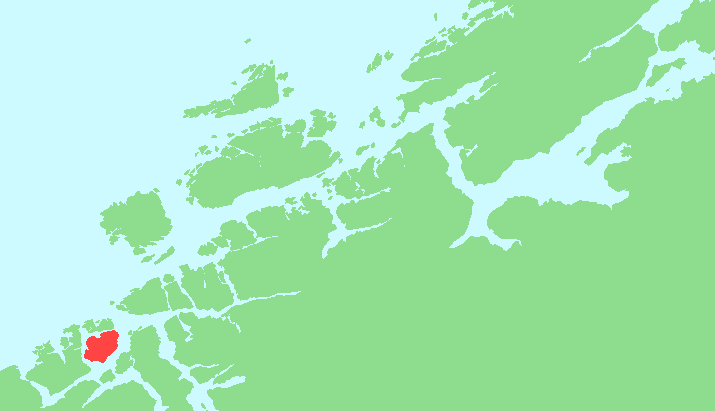
Ön Freis läge.

Frei är en ö i Kristiansunds kommun i Møre og Romsdal fylke i västra Norge. Ön är belägen söder om staden Kristiansund och har cirka 5600 invånare på en yta av 63 kvadratkilometer.
Ön har tre tätorter, Rensvik, Solsletta och Storbakken. Den största av dessa är Rensvik som ligger på den norra delen av ön och har tidigare utgjort centralort i dåvarande Frei kommun.
Riksväg 70 går över ön till Kristiansund.